# Patri Friedman
Patri Friedman, född 29 juli 1976, är en amerikansk libertarian, anarko-kapitalist, och teoretiker i politisk ekonomi. Han är grundare av den ideella organisationen Seasteading Institute, som utforskar skapandet av suveräna havskolonier.

## Uppväxt
Friedman växte upp i King of Prussia, Pennsylvania, USA. Han tog examen från Harvey Mudd College 1998 och fortsatte att utbilda sig vid Stanford University för att avla en masterexamen i datateknik. Han har även en MBA från New York Institute of Technology. Han har jobbar som mjukvaruingenjör på Google. Som pokerspelare har han nått pengarna i World Series of Poker fyra gånger.

## Seasteading Institute
Friedman var grundare och verkställande direktör för Seasteading Institute. Institutet grundades 2008 med en half miljon dollar i donation från riskkapitalisten och miljardären Peter Thiel. Syftet med organisationen är att "upprätta permanenta, självständiga havsstäder för att kunna experimentera med innovationer inom sociala, politiska och rättsliga system."

## Familj
Patri är sonson till den nobelprisvinnande ekonomen Milton Friedman samt son till ekonomen och fysikern David D. Friedman. Han har två barn med sin första fru. Sedan februari 2010 är han gift med Brit Benjamin, de har ett barn tillsammans. Patri och hans fru Brit är transhumanister och rationalister och har arrangerat för att kryopreserveras efter att de dödförklaras.